# Фудбалски савез Катара
Фудбалски савез Катара (арап. الاتحاد القطري لكرة القد al-Ittiḥād al-Qaṭariyy li-Kurat al-Qadam ) је управно тело фудбала у Катару. КФА је основана 1960. године са седиштем у Дохи, Катар. Постао је члан ФИФА 1963. и АФК-а 1967. године. Фудбалски савез Катара организује главне лиге у систему фудбалских лига Катара: Катарску лигу звезда, Катарску другу лигу, укључујући домаће купове: Куп Катара, Куп Емира Катара, Шеик Јассим куп, Катари Старс куп и Катарски ФА куп. Удружење је такође надлежно за мушке, У-17, У-20, У-23, женске репрезентације и локалне женске, омладинске и футсал фудбалске лиге.
Јасим Рашид Ал Бенаин је тренутно председник Удружења. Изабран је 2. јуна 2023. и наследио је шеика Хамада бин Калифу бин Ахмеда Ал-Танија који је на тој функцији био од 2005. године.

## Историја
Појава фудбала у Катару датира из 1948. године, праћена доласком нафтних компанија.  Популарност нове игре се одмах проширила, што је довело до оснивања Ал Најах као првог фудбалског клуба у земљи 1950. године. Интересовање за фудбал се брзо развило 1950-их. Под надзором Катар Ојл компаније (данас КатарЕнерџи), први фудбалски турнир икада у Катару одржан је у граду Духан. Упркос учешћу неколико тимова из Дохе, укључујући Ал Најах, тим домаћина Духан успео је да победи на турниру Изаден 1951. године. Катар Ојл компани је заменила старо такмичење новим, Пукет куп је почео током сезоне 1957, Ал Најах је освојио куп по први пут у својој историји. Катарска фудбалска асоцијација (КФА) основана је 1960. да би управљала фудбалом у Катару и постала је чланица ФИФА 1963. Године 1967. постала је чланица Азијске фудбалске конфедерације (АФЦ). Удружење је организовало прву Катарску лигу 1972/73.
Било на локалном или регионалном нивоу, правила и прописи нису били много рестриктивни у вези са преласком играча из једног клуба у други, захтевало се само писмо оставке и 10 индијских рупија од играча који је желео да се пресели. Овај незахтевни систем био је на снази до 1962. године. Прво место са травнатим тереном у региону Залива био је стадион Доха, који је инаугурисан 1962. године. Катар је изградио Међународни стадион Халифа 1970-их да служи као култни спортски стадион у земљи. Од 2003. до 2017. године стадион је реновиран и проширен. Тамо је 2017. одржано финале Емир купа. током 2022. Катар је био домаћин утакмица Светског првенства.